# Aegus igarashiae
Aegus igarashiae là một loài bọ cánh cứng trong họ Lucanidae. Loài này được Fujuta mô tả khoa học năm 2011.